# Adalbert Lutter
Adalbert Lutter (* 20. Oktober 1896 in Osnabrück; † 28. Juli 1970 in Berlin) war ein deutscher Pianist, Dirigent und Leiter eines der bekanntesten Berliner Tanz- und Unterhaltungsorchester der dreißiger Jahre.

## Leben
Seine erste Band gründete er gleich nach dem Ersten Weltkrieg in Hannover. 1922 emigrierte er – offenbar aufgrund der schwierigen wirtschaftlichen Situation in Deutschland – nach Südamerika und blieb dort bis 1928. Nach Deutschland zurückgekehrt, baute er in Berlin ein großformatiges Unterhaltungsorchester auf, das bald zu den besten der Stadt gehörte. Es spielte seit 1932 regelmäßig in den Wilhelmshallen am Zoo, im Europa-Pavillon und auf dem Dachgarten des Café Berlin und arbeitete mit Sängern wie Eric Helgar, Rudi Schuricke, den Metropol-Vokalisten, den Spree Revellers, den Kardosch-Sängern u. a. zusammen. Lutter war auch Gast-Dirigent bei Telefunken und machte mit seinem Orchester zahlreiche Aufnahmen bei dieser Firma, aber auch anderen Plattengesellschaften wie der Deutschen Grammophon.
Nach dem Zweiten Weltkrieg wurde sein Orchester unter seiner Leitung das Hausorchester des Berliner Rundfunks. 1961 ging er in den Ruhestand und er starb 1970 in Berlin.

## Aufnahmen (Auswahl)
| - Donkey - Serenade - Du kannst nicht treu sein - Truxa - Fox - Einmal reichst du mir die Hand - Spanisches Blut - In meiner Burg am Strande - La Violetera - Almentanz - Rhythmus der Freude - Ja, wenn die Liebe nicht wär - Hopsassa - Bei der blonden Kathrein - Neapolitanisches Ständchen - Melodia - Beim Sonnenwirt ist a Hochzeit heut' - Carola - Carolina - Hinter einer Düne - Lambeth Walk Matrosentanz (Lambeth Walk) - Pato cua cua - Nach jedem Abschied gibt’s ein Wiederseh’ - Ich kann an hübschen Mädels nicht vorüber geh’n - Ach Jette, ach Jette - Sternschnuppen - Es ist unmöglich, von mir nicht gefesselt zu sein - Tango Marina | - Einmal ist keinmal - Die Liebe ist ein Spiel zu zwei’n - Stern von Rio - So ein Regenwurm hat's gut - Bel ami - Die ganze Welt dreht sich um dich - Auf den Winter folgt der Frühling - Ich träum beim ersten Kuss schon von dem zweiten Kuss - Land der Liebe - Schenk mir dein Lächeln, Maria - Lach ein bissel, wein ein bissel - Es leuchten die Sterne - Ich hab’ dir zu tief in die Augen geseh’n - Komm mit nach Madeira - Hein spielt abends so schön auf dem Schifferklavier - Frühling, Frühling, nimm mich in deinen Arm - Das ist Berlin - In deinen Armen - Weine nicht, bricht eine schöne Frau dir das Herz - Wenn wir heut’ Nacht nach Hause geh’n - La cumparsita - A media luz - Du bist alles für mich, süße kleine Mary - Addio Venezia - Die oder Keine (Potpourri aus der Operette von Ludwig Schmidseder) |